# دون ورث
دون ورث (بالإنجليزية: Don Worth)‏ هو مصور أمريكي، ولد في 2 يونيو 1924 في مقاطعة هايس في الولايات المتحدة، وتوفي في 18 مارس 2009 في مل فالي في الولايات المتحدة.